# 高木錬太郎
高木 錬太郎（たかぎ れんたろう、1972年7月21日 ‐ ）は、日本の政治家。立憲民主党所属の元衆議院議員（1期）。旧姓は片山。
妻は参議院議員の高木真理。

## 来歴・人物
高知県中村市（現・四万十市）出身。土佐高等学校卒業。1995年3月、中央大学法学部政治学科卒業。同年4月、ニチレイに就職。
1998年8月、枝野幸男の著書『それでも政治は変えられる』に感銘を受け、枝野の大宮事務所を突然訪問。その時応対したのが、当時枝野の公設第二秘書だった高木真理であった。
2000年10月、ニチレイを退職。同年11月から2007年1月まで枝野の秘書として活動した。2007年4月、埼玉県議会議員選挙に南7区（さいたま市中央区）より民主党公認で出馬するも、落選。
2011年4月、さいたま市議会議員だった妻の高木真理が埼玉県議会議員の南4区（さいたま市北区）に初当選。以後、妻の秘書となる。2016年より、民進党の埼玉3区公認候補に内定していた山川百合子の要請により、パートタイムの秘書として地元活動を支援。
2017年10月3日、立憲民主党が発足。希望の党入りを拒否され、立憲民主党の埼玉3区公認候補として出馬することになった山川の手伝いをしていた10月6日、枝野から「比例単独でどう？」という電話を受ける。「名簿が足りなくなるのは避けたい。でも、そこまではいかない」と考え、高木はこの申し出を許諾した。10月9日、同党は第2次公認として、選挙区候補1人と、比例単独候補15人を発表。候補者が確定した。比例北関東ブロックの名簿には長谷川嘉一（群馬3区）、山川百合子（埼玉3区）、枝野幸男（埼玉5区）の重複立候補者3人がいずれも1位で、堀越啓仁が単独4位で、大河原雅子が単独5位で、高木が単独6位で搭載された。選挙期間中は山川の事務所で裏方に専念し、マイクを握ることは一度もなかったという。同年10月31日、第48回衆議院議員総選挙執行。立憲民主党は同ブロックで5議席を獲得し、枝野が小選挙区で当選したため、6人のうち残りの5人は全員自動的に当選することとなった。
2019年8月20日の立憲民主党常任幹事会にて、埼玉15区の支部長に就任した。
2020年9月に新・立憲民主党に参加。
2021年10月31日、第49回衆議院議員総選挙に埼玉15区から出馬するも、小選挙区で落選し、比例復活も届かなかった。
2024年10月27日、第50回衆議院議員総選挙に埼玉15区から出馬するも、小選挙区で落選し、比例復活も届かなかった。

## 政策
- アベノミクスを評価しない[14]。
- 消費増税の先送りを評価しない[14]。
- 安全保障関連法の成立を評価しない[14]。
- 安倍内閣による北朝鮮問題への取り組みを評価しない[14]。
- 共謀罪法を評価しない[14]。
- 安倍内閣による森友学園問題・加計学園問題への対応を評価しない[14]。
- 選択的夫婦別姓の導入に賛成[14]。
- ひとり親家庭やDINKSなど家族の形は多様でよい[14]。
- 非核三原則を堅持すべきだ[14]。

## 選挙歴
| 当落 | 選挙                     | 執行日         | 年齢 | 選挙区             | 政党       | 得票数    | 得票率 | 定数 | 得票順位 /候補者数 | 政党内比例順位 /政党当選者数 |
| ---- | ------------------------ | -------------- | ---- | ------------------ | ---------- | --------- | ------ | ---- | ------------------ | ---------------------------- |
| 落   | 2007年埼玉県議会議員選挙 | 2007年4月8日   | 34   | 南第7区            | 民主党     | 1万3128票 | 40.26% | 1    | 2/3                | /                            |
| 比当 | 第48回衆議院議員総選挙   | 2017年10月22日 | 45   | 比例北関東ブロック | 立憲民主党 | ーー票    | ーー   | 19   | 2/3                | 5/5                          |
| 落   | 第49回衆議院議員総選挙   | 2021年10月31日 | 49   | 埼玉県第15区       | 立憲民主党 | 7万1958票 | 32.35% | 1    | 2/3                | 10/5                         |
| 落   | 第50回衆議院議員総選挙   | 2024年10月27日 | 52   | 埼玉県第15区       | 立憲民主党 | 6万356票  | 29.01% | 1    | 2/5                | 6/5                          |